# A New Day Yesterday
A New Day Yesterday – pierwszy album studyjny amerykańskiego gitarzysty blues-rockowego Joego Bonamassy. Wydawnictwo ukazało się 24 października 2000 roku nakładem wytwórni muzycznej Medalist.

## Lista utworów
Opracowano na podstawie materiału źródłowego.
| Nr  | Tytuł utworu                                   | Autorzy                                   | Długość |
| --- | ---------------------------------------------- | ----------------------------------------- | ------- |
| 1.  | „Cradle Rock”                                  | Rory Gallagher                            | 3:50    |
| 2.  | „Walk in My Shadows”                           | Paul Rodgers                              | 3:27    |
| 3.  | „A New Day Yesterday”                          | Ian Anderson                              | 4:45    |
| 4.  | „I Know Where I Belong”                        | Joe Bonamassa                             | 5:38    |
| 5.  | „Miss You, Hate You”                           | Bonamassa, Richard Feldman                | 3:39    |
| 6.  | „Nuthin' I Wouldn't Do (For A Woman Like You)” | Al Kooper                                 | 5:10    |
| 7.  | „Colour And Shape”                             | Bonamassa                                 | 5:03    |
| 8.  | „Headaches To Heartbreaks”                     | Bonamassa                                 | 4:56    |
| 9.  | „Trouble Waiting”                              | Bonamassa, Steve Tyrell, Stephanie Tyrell | 3:25    |
| 10. | „If Heartaches Were Nickels”                   | Warren Haynes                             | 7:51    |
| 11. | „Current Situation”                            | Bonamassa                                 | 3:35    |
| 12. | „Don't Burn Down That Bridge”                  | Allen Jones, Carl Wells                   | 4:21    |
| 13. | „Miss You, Hate You”                           | Bonamassa, Feldman                        | 6:04    |
|     |                                                |                                           | 1:01:44 |